# Ardéchois à la crème de marrons
L'ardéchois à la crème de marrons, est un gâteau parfumé de rhum. Il s'agit d'un dessert traditionnel qui provient de la région de l'Ardèche.

## Ingrédients
Il est réalisé à base de farine de blé, de levure, de crème de marrons et de rhum.

## Accord mets/vins
Ce gâteau se consomme avec un vin blanc sec (vin de champagne ou autres) ou un vin doux naturel.